# George Henry Sanderson
George Henry Sanderson (Boston, 1824 – San Francisco, 1º febbraio 1893) è stato un politico statunitense, 22° sindaco di San Francisco.